# Pušma
Pušma (rusky Пушма) je řeka v Kirovské oblasti v Rusku. Je 171 km dlouhá. Povodí má rozlohu 2520 km².

## Průběh toku
Ústí zprava do řeky Jug (povodí Severní Dviny).

## Vodní stav
Převládajícím zdrojem vody jsou sněhové srážky. Průměrný roční průtok vody ve vzdálenosti 30 km od ústí činí přibližně 18 m³/s. Zamrzá na konci října až v listopadu a rozmrzá v dubnu až na začátku května.

## Využití
Řeka je splavná pro vodáky.